# Ferenc Rados
Ferenc Rados (geboren 26. Oktober 1934 in Budapest, Königreich Ungarn; gestorben 25. Februar 2025) war ein ungarischer Pianist und Hochschullehrer. 

## Leben
Ferenc Rados begann seine musikalische Ausbildung bei dem Pianisten István Antal an der Béla-Bartók-Musikfachschule, die er von 1952 bis 1956 besuchte, um anschließend für drei Jahre an der Franz-Liszt-Musikakademie als Schüler von Pál Kadosa zu studieren. Danach absolvierte er ein Aufbaustudium bei Wiktor Karpowitsch Merschanow am Moskauer Konservatorium. Rados war in Ungarn als Solist tätig, nahm Einspielungen bei Hungaroton auf und war lange Jahre bis 1996 Hochschullehrer für Klavier und Kammermusik an der Franz-Liszt-Musikakademie. Seither gab er weltweit Meisterkurse. Zu seinen vielen Schülern gehörten die Musiker Christoph Ehrenfellner, Søren Nils Eichberg, Zoltán Kocsis, Stephan Rahn, Dezső Ránki, András Schiff, Balázs Szokolay, Arno Waschk, SooJin Anjou und Dénes Várjon. Er galt als unnachgiebiger Klavierlehrer, aber „Die meisten Lehrer sagen dir, was du machen sollst, Rados hingegen lehrt dich zu denken. ... er weiß Fragen zu stellen“, lautete der Kommentar seines Schülers Leonidas Kavakos. Rados wurde in Ungarn wiederholt ausgezeichnet, er erhielt 1980 und 2004 den ungarischen Staatspreis, 1997 den Bartók-Pásztory-díj und 2010 den Kossuth-díj.  